# Bring Me the Horizon
Bring Me the Horizon (kurz auch BMTH) ist eine britische Band aus Sheffield, Yorkshire. Die Band wurde 2004 von Mitgliedern diverser anderer Bands aus ihrer Gegend gegründet.

## Geschichte

### 2004–2007: die Anfänge undCount Your Blessings
Bring Me the Horizon wurde durch Zusammenschluss mehrerer Bands aus der Region Sheffield im Jahre 2004 gegründet.
Die Band steht momentan bei Visible Noise unter Vertrag, zuvor bei Thirty Days of Night Records. BMTH war demnach die erste Band, welche bei Thirty Days of Night Records unter Vertrag stand. Außerdem steht die Band bei Epitaph Records unter Vertrag, die die Veröffentlichungen in den Vereinigten Staaten vertreibt. In Australien werden die Aufnahmen der Band von Shock Records veröffentlicht.
Die Band veröffentlichte ihre erste EP This Is What the Edge of Your Seat Was Made For am 25. September 2004. Zwei Jahre später stieg die EP auf Platz 41 in den britischen Charts ein. Knapp ein Jahr nach der Veröffentlichung in Großbritannien kam sie auch in den USA auf den Markt.
Im Oktober 2006 veröffentlichte die Band ihr Debütalbum Count Your Blessings. Bereits einen Monat später landete das Album auf Platz 93 der britischen Charts. Im August 2007 folgte die Veröffentlichung in den USA.
Im März 2007 erregte Sänger Oliver Sykes größere Aufmerksamkeit: Er soll nach einem Konzert in Nottingham auf einen weiblichen Fan uriniert haben, nachdem dieser Sykes eine Abfuhr erteilt hatte. Im April desselben Jahres begannen die Verhandlungen im Nottingham Magistrates Court. Die Verhandlungen wurden mehrfach fortgesetzt, ehe man im September die Anklage gegen Sykes aufgrund mangelnder Beweise fallen ließ.
Die Band tourte zu dieser Zeit mit Lostprophets, The Blackout, Killswitch Engage und The Haunted. Zwischen März und April 2007 tourte die Band als Headliner mit I Killed the Prom Queen durch Großbritannien. Zudem tourte die Band durch Nordamerika, wo sie von Travis McCoy (Gym Class Heroes) als Gastsänger begleitet wurden. Im November 2007 spielte die Band 3 Konzerte in Australien. Die Band war im Line-Up des Download-Festivals, jedoch kam es nicht zum geplanten Auftritt, da der Tourbus der Band eine Reifenpanne hatte.

### 2008–2009:Suicide Seasonund Besetzungswechsel

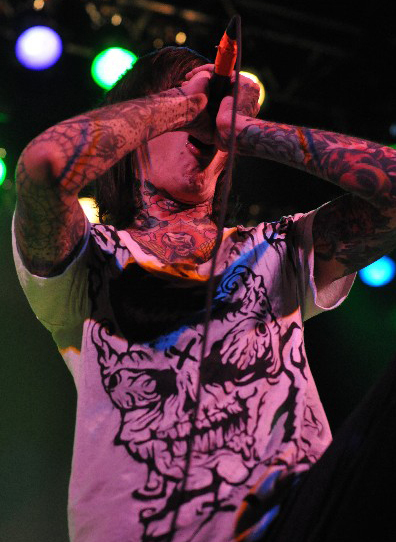
Oliver Sykes während eines Konzerts in Toronto, 2008

Anfang 2008 begann die Band Material für ihr neues Album zu schreiben. Zwischen April und Mai desselben Jahres ging es nach Schweden, wo die Band gemeinsam mit Fredrik Nordström (er arbeitete bereits mit At the Gates, Arch Enemy, I Killed the Prom Queen und Dimmu Borgir zusammen) ihr Album aufnahm. Zwischen Mai und Juni tourte die Band gemeinsam mit I Killed the Prom Queen auf deren Abschiedstour durch Australien.
Das zweite Studioalbum Suicide Season wurde schließlich Ende September 2008 veröffentlicht. Im Gegensatz zu Count Your Blessings, das ein nahezu reines Deathcore-Album ist, weist Suicide Season deutlich mehr Elemente des Metalcore auf.
Noch im selben Jahr war die Band erstmals auch in den USA als Headliner unterwegs und spielte auf der Vans Warped Tour 2008. Ein Jahr später spielte Bring Me the Horizon gemeinsam mit Mindless Self Indulgence, In Case Of Fire, Black Tide und Dir en grey auf der Relentless-Großbritannien-Tour von Kerrang!. Außerdem spielte die Band im selben Jahr mit Thursday, Cancer Bats, Four Year Strong und Pierce the Veil auf der Taste-of-Chaos-Tour in Nordamerika.
Im März 2009 verließ Curtis Ward die Band. In einem Bericht hieß es, dass es nicht mehr übersehbar geworden sei, dass Ward die Musik der Band nicht mehr genieße und dass sich diese Tatsache auf sein Engagement ausgewirkt habe. Ward kam allerdings am 3. Dezember 2014 für einen Gastauftritt bei der Band nach London, um mit der Band das Stück Pray for Plagues vom Album Count Your Blessings zu spielen. Im Mai 2009 wurde Jona Weinhofen als neuer Gitarrist vorgestellt, der anfangs als Ersatz für Ward gedacht war. Dieser spielte bereits bei I Killed the Prom Queen und bei Bleeding Through. Bereits im Juli wurde Weinhofen festes Bandmitglied.
Am 27. August 2009 gab die Band bekannt, eine „Remix-Version“ ihres zweiten Studioalbums Suicide Season veröffentlichen zu wollen. Diese Idee entstand laut Sänger Sykes, als die Band einen Freund anregte, einen Remix von einem ihrer Songs anzufertigen. Bei der Produktion wurde die Band von Produzenten und Musikern diverser Bands unterstützt, darunter Ben Weinman (The Dillinger Escape Plan), Sonny Moore, L’Amour La Morgue (Lostprophets), Utah Saints und Shawn Crahan (Slipknot). In einem Interview äußerte sich Sykes dahingehend, dass sich jeder Song des Remix-Albums sehr stark von den Originalsongs unterscheide und man keine Gemeinsamkeiten in der Melodie erkenne. Das Album wurde am 2. November 2009 unter dem Namen Suicide Season: Cut Up! veröffentlicht.

### 2009–2011:There Is a Hell Believe Me I’ve Seen It. There Is a Heaven Let’s Keep It a Secret.
In einem Interview mit dem Kerrang!-Magazin gab die Band bekannt, während des Sommers 2009 neues Material für den Nachfolger des Albums Suicide Season zu schreiben. Geplant war, im März 2010 mit Fredrik Nordström ins Studio zu gehen und das Album bis zum Sommer fertigzustellen. Die Arbeiten gingen schleppend voran, erst Mitte April konnte die Band das Studio beziehen, sodass sich das eigentliche Veröffentlichungsdatum, welches für den Sommer angesetzt war, letztlich auf den 8. Oktober verschob. Das Album trägt den Namen There Is a Hell Believe Me I’ve Seen It. There Is a Heaven Let’s Keep It a Secret. und wurde im Oktober 2011 in Deutschland veröffentlicht. Es erreichte in den USA Platz 17 der Billboard Top 200, den 13. Platz der britischen Charts und Platz 1 der australischen Albumcharts. Auch wenn das Album in den australischen Charts Platz eins belegte, wurde das Album nur 3.600-mal verkauft, der niedrigste Wert der ARIA Charts aller Zeiten. Für das Album erhielt die Band 2011 einen Kerrang! Award für das Beste Album.
Im September und Oktober 2010 spielte die Gruppe eine Headliner-Tournee durch das Vereinigte Königreich, wobei die Band in kleineren Clubs auftrat. Begleitet wurde diese Konzertreise von den Cancer Bats. Im Dezember folgte eine kleine Arena-Tour als Hauptsupport für Bullet for My Valentine. Im April 2011 startete die Gruppe auf Europatour, welche im Vereinigten Königreich startete. Dabei spielte die Gruppe mit Parkway Drive und Architects als Hauptvorbands, sowie The Devil Wears Prada und der Dubstep-Gruppe Tek-one im allgemeinen Vorprogramm. Im April 2011 brach sich Schlagzeuger Matt Nicholls infolge eines Footballspiels mit anderen Musikern auf der Tour seinen Arm. Er wurde durch Architects-Schlagzeuger Dan Searle ersetzt, wodurch allerdings die Setlist stark gekürzt werden musste. Die Tour wurde um einen weiteren Abschnitt verlängert, welcher zwischen dem 13. August bis zum 4. Oktober 2011 in den Vereinigten Staaten stattfand und von Deez Nuts begleitet wurde. Im Dezember 2011 folgte eine weitere Europatour, dieses Mal als Hauptvorband für Machine Head. Sykes sagte, dass dies die letzte Konzertreise vor den Arbeiten an dem vierten Studioalbum sein würde. Außerdem wurde eine Kollaborations-EP mit DJ Draper unter dem Titel The Chillout Sessions für Neujahr angekündigt, allerdings wurde die Veröffentlichung aufgrund mehrerer unsicherer Faktoren verschoben.

### 2012–2014:Sempiternal
Für das Jahr 2012 entschlossen sich die Bandmitglieder dazu, anstelle von Medienaktivitäten und Auftritten vielmehr an ihrem vierten Studioalbum Sempiternal arbeiten zu wollen. Die Aufnahmen dazu fanden im Angelic Studio in Banbury (Oxfordshire) statt.
Am 3. November 2012 lud die Band einige Fans und die Mitglieder des Drop-Dead-Clothing-Teams dazu ein, die choralen Hintergrundstimmen für einige Aufnahmen des Albums einzustudieren. Zwei Tage darauf gab die Band bekannt, unter der Website sempiternal.info ein Hörbeispiel des später veröffentlichten Album-Tracks Shadow Moses bereitgestellt zu haben. Erstmals veröffentlicht wurde dieser am 4. Januar 2013 in einer amerikanischen Radioshow.

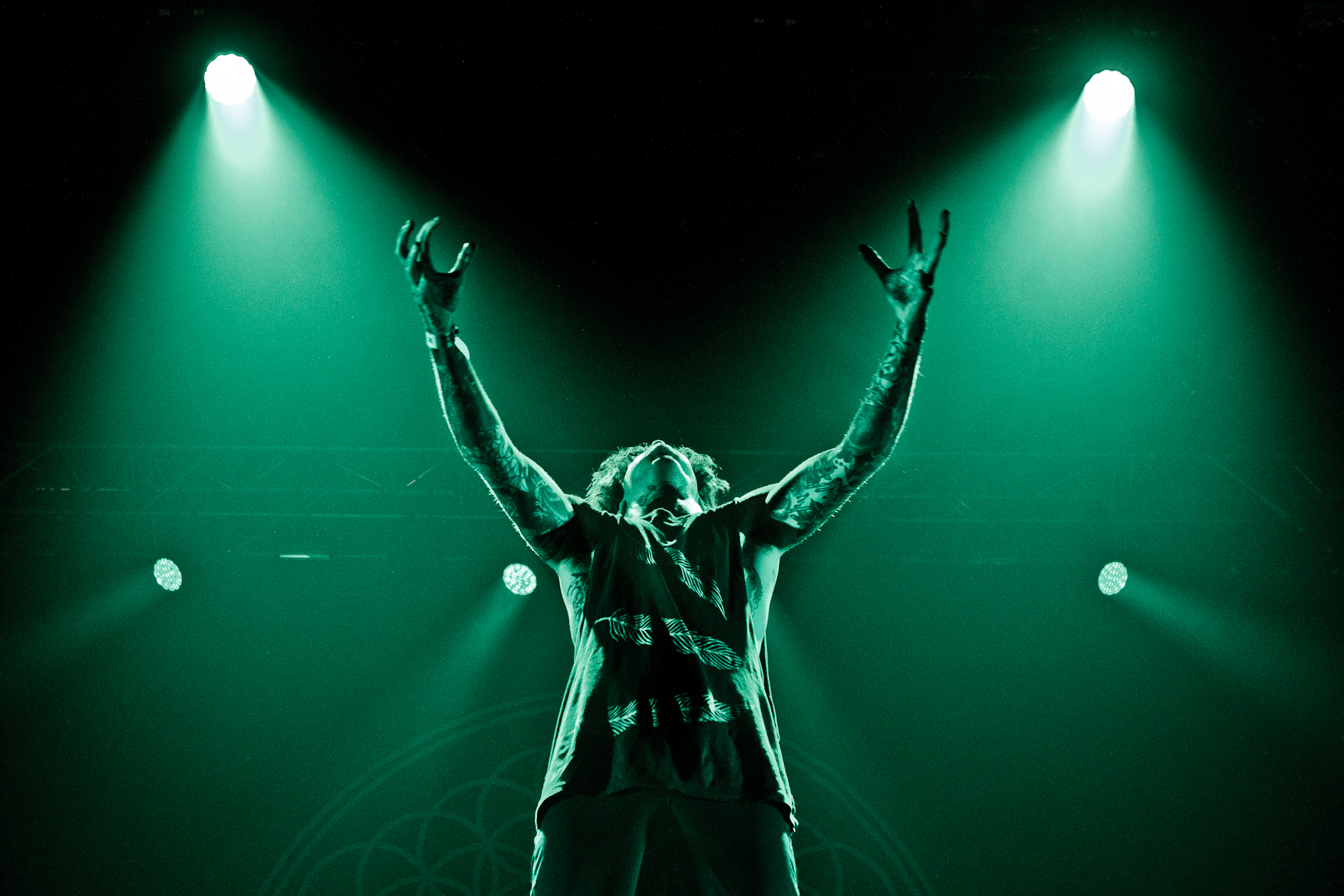
Oliver Sykes auf dem Southside Festival 2014

Anfang Januar 2013 wurde zudem Jordan Fish als neues Bandmitglied vorgestellt, welcher zuvor bei den Aufnahmen zum neuen Album mitgeholfen hatte. Mitte Januar 2013 gab die Band bekannt, dass Jona Weinhofen nicht mehr länger Mitglied der Band ist. Bereits 2011 war ein Beitrag auf der tumblr-Seite des Gitarristen aufgetaucht, indem er seinen Austritt aus der Band ankündigte. Dieser stellte sich jedoch als falsch dar. Als offiziellen Grund gab Gründungsmitglied Oliver Sykes an, dass Weinhofen die Band verlassen musste, da er mit seinen kritischen Äußerungen dem Ruf der gesamten Band schaden würde, da diese auf die Band übertragen werden würden. Auf die Bitte, sich in Zukunft bei Äußerungen in der Öffentlichkeit zurückzunehmen, habe Weinhofen nicht reagiert. Im Anschluss kursierten Gerüchte darüber, ob der Anfang des Jahres zugestoßene Jordan Fish den Platz von Jona Weinhofen einnehmen werde. Dies wurde jedoch von Fish selbst dementiert.
Sempiternal wurde in Deutschland am 29. März 2013 durch Sony Music Entertainment veröffentlicht. Das Album konnte sich in mehreren offiziellen Charts platzieren, darunter in Deutschland, in der Schweiz, in Österreich, in den Vereinigten Staaten und im Vereinigten Königreich. In Australien gelang sogar erneut der Sprung auf Platz 1 in den Albumcharts. Bei den Alternative Press Music Awards wurde das Album als Album des Jahres ausgezeichnet. Im Vereinigten Königreich wurde das Album für 60.000 verkaufte Tonträger mit Silber und in Australien für 35.000 vertriebenen Einheiten mit Gold ausgezeichnet.
Im Mai 2013 kamen Bring Me the Horizon für zwei Clubkonzerte nach Deutschland. Sie traten dabei zunächst in Hamburg und wenige Tage später in Berlin auf. Ebenso trat die Band bei Rock am Ring und Rock im Park auf. Im Juni 2013 gaben die Band bekannt, sich im November und Dezember 2013 auf eine Europa-Tournee zu begeben. Dabei spielte die Band in insgesamt acht deutschen Städten. Anfang Februar 2014 startete die Gruppe mit Of Mice & Men eine mehrwöchige Konzertreise durch Nordamerika, welche am 28. März 2014 mit einem Auftritt im SOMA in San Diego endete. Im Sommer spielte die Band auf dem Vainstream in Münster, dem With Full Force und dem Wacken Open Air. Zwischen September und Oktober 2014 tourte die Gruppe mit A Day to Remember, Motionless in White und Chiodos im Rahmen der Parks & Devastation Tour abermals in Nordamerika. Am 5. Dezember 2014 spielt die Band mit Young Guns, Issues und Sleepwave in der Wembley Arena in London.

### 2014–2018:That’s the Spirit
Am 13. Oktober 2014 wurde der erste neue Song, Drown, für den 7. Dezember 2014 angekündigt. Das Musikvideo wurde bereits am 21. Oktober 2014 veröffentlicht. Die Gruppe kündigte zudem auf ihrer Homepage ihr neues Album für 2015 an. Bereits eine Woche nach der Veröffentlichung des Musikvideos zur Single Drown wurde mit Don’t Look Down das zweite neue Lied der Gruppe veröffentlicht. Am 24. August 2015 folgte mit True Friends die dritte Singleauskopplung für ihr fünftes Album, welches That’s the Spirit heißt und am 11. September 2015 veröffentlicht wurde. Die anderen beiden Singles heißen Throne und Happy Song. Es ist das erste Album der Gruppe, das bei Columbia Records, einem Majorlabel, erscheint.
Ende August 2015 spielte die Gruppe auf der Hauptbühne des Reading and Leeds Festivals. Zwischen dem 1. und dem 25. Oktober 2015 tourte die Gruppe durch die Vereinigten Staaten und Kanada. Den Tourabschluss bildete dabei ein Auftritt auf dem Knotfest in San Bernardino, Kalifornien. Begleitet wurde die Konzertreise von Issues und PVRIS. Am 2. November 2015 startete die Band auf eine ausgedehnte Europatour, welche nach 22 Konzerten am 9. Dezember 2015 in Moskau, Russland endete. Die Gruppe ist dabei in Deutschland, Österreich, Finnland, Schweden, Dänemark, Belgien, in den Niederlanden, im Vereinigten Königreich, in der Ukraine und in Belarus aufgetreten. Begleitet wurde die Konzertreise von Neck Deep, Beartooth und PVRIS. Am 23. November 2015 war die Band erstmals im deutschen Fernsehen zu sehen. Die Band war Teil der Show Circus HalliGalli auf Pro Sieben, wo sie ihr Lied Throne exklusiv aufführten.
Am 22. April 2016 spielte die Band ein Konzert in der Royal Albert Hall in London, welches von einem Orchester begleitet wurde. Die Gesamteinnahmen wurden dabei einem gemeinnützigen Projekt gespendet.

### 2018–2019:Amo

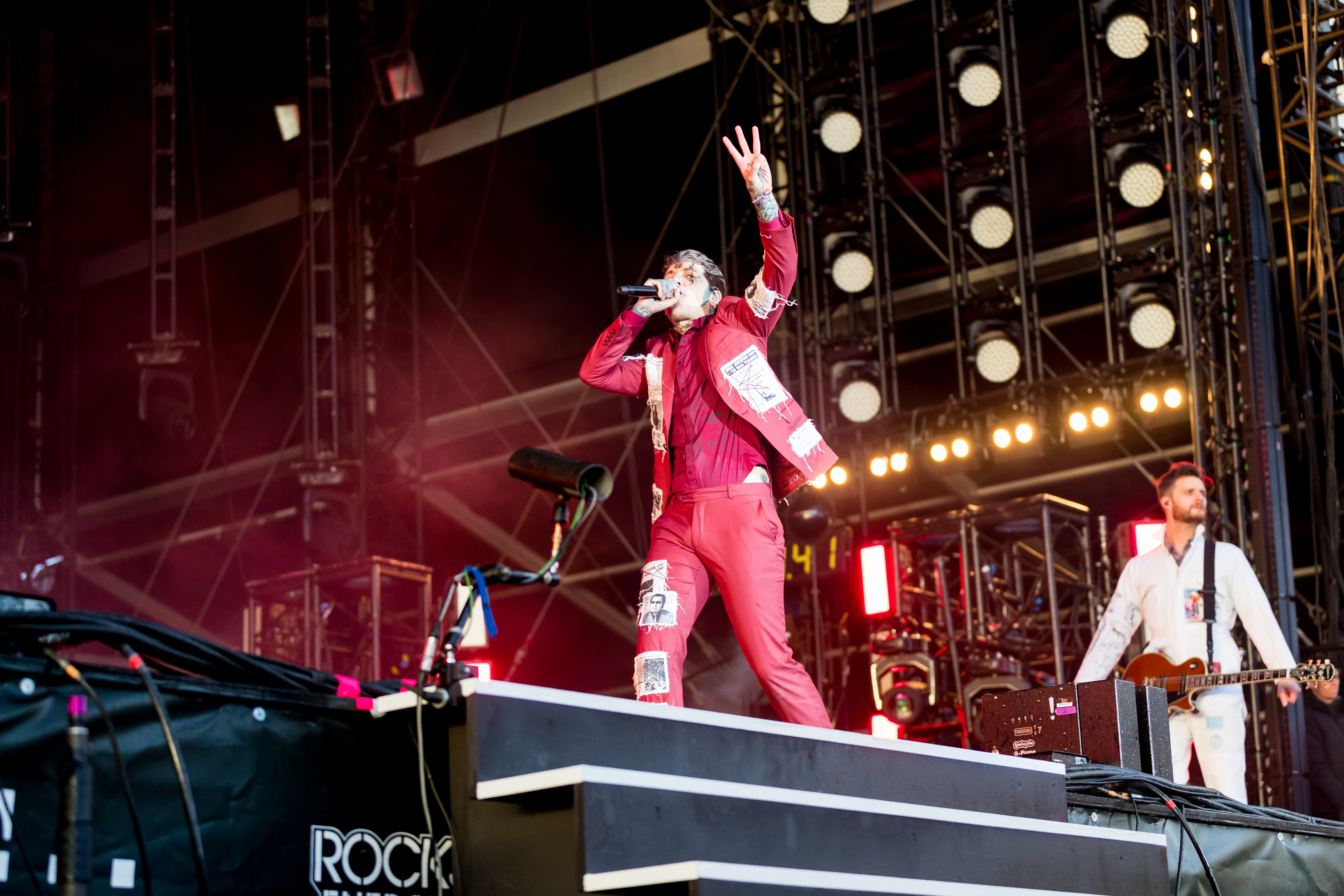
Bring Me the Horizon bei Rock am Ring 2019

Am 21. August 2018 erschien die Single Mantra. Einen Tag später, also am 22. August 2018, hat die Band ihr nächstes Album amo bekanntgegeben, welches am 25. Januar 2019 erschien. Am 21. Oktober 2018 erschien die zweite Single, Wonderful Life. Ende Dezember 2018 tauchten Teaser zu einem neuen Song auf, der am 3. Januar 2019 releast werden sollte. Der Song heißt medicine und ist damit die dritte Single-Auskopplung aus dem neuen Album. Am 7. November 2019 erschien die Single Ludens.
Am 27. Dezember 2019 erschien überraschenderweise die EP Music to listen to~dance to~blaze to~pray to~feed to~sleep to~talk to~grind to~trip to~breathe to~help to~hurt to~scroll to~roll to~love to~hate to~learn Too~plot to~play to~be to~feel to~breed to~sweat to~dream to~hide to~live to~die to~Go To mit acht Remixen, die teilweise bis zu 24 Minuten lang sind.

### Seit 2020:Post Human: Survival Horror
Am 25. Juni 2020 erschien die Single Parasite Eve. Nebenbei wurde bekanntgegeben, dass man sich fortan auf ein Projekt namens Post Human fokussieren will, welches vier EPs beinhaltet. Am 2. September 2020 folgte Obey. Wie am 14. Oktober 2020 angekündigt, erschien am 30. Oktober 2020 die erste EP Post Human: Survival Horror.

### 2023:Post Human: Nex Gen
Im Februar 2023 fand die Survival Horror European Tour statt, welche zwar für 2022 geplant war, jedoch durch Corona um ein Jahr verschoben wurde. Die Single Lost erschien am 4. Mai, während nach nicht mal einem Monat, am 2. Juni, auch schon eine weitere Single namens Amen! veröffentlicht wurde.
Sie nahmen 2023 an Rock am Ring, Rock im Park und als Headliner beim Download-Festival teil. Am 13. Oktober desselben Jahres erschien eine weitere Single namens Darkside. Ende 2023 verließ Jordan Fish die Band. Die Umstände sind bisher nicht bekannt. Fish hat alle gemeinsamen Fotos in Sozialen Netzwerken, die ihn mit der Band zeigen, gelöscht. Das Album Post Human: Nex Gen erschien schließlich am 24. Mai 2024. Im darauffolgenden Juni spielte die Band erstmalig als Headliner auf dem Southside Festival, Hurricane Festival und Nova Rock.

## Musikstil
Auf ihrem Debütalbum Count Your Blessings spielte die Band Deathcore.
Ab ihrem zweiten Album Suicide Season, das im September 2008 veröffentlicht wurde, entwickelte sich der Stil mehr Richtung Metalcore. Das vierte Album Sempiternal weist beispielsweise keine Elemente aus dem Deathcore mehr auf.
Seither kann der Stil der Band allgemein als deutlich experimentierfreudiger betrachtet werden, welcher sich zwischen Alternative Rock, Metal und Electropop bewegt. Das 2015 erschienene Album That's The Spirit weist kaum noch Metalcore-Elemente auf, amo enthält viele reine Popsongs. Erst mit dem zuletzt erschienenen POST HUMAN: SURVIVAL HORROR sind in einigen Songs wieder Metalcore-Einflüsse zu hören. Seit der Abkehr vom Deathcore erinnert der Stil die Fans nicht selten an Linkin Park, welche die Band selbst als großen Einfluss nennt.

## Sonstiges
Im Oktober 2011 gab sich der 20-jährige David Russell aus England im sozialen Netzwerk Facebook als Sykes aus und lockte einen weiblichen Fan der Band aus den USA nach Sheffield. In England angekommen brachte er sein 19-jähriges Opfer dazu sich die Augen zu verbinden. In einem Waldstück versuchte er das Mädchen umzubringen, was nicht gelang. Russell wurde wegen Entführung und versuchten Mordes von einem Nottinghamer Gericht zu 17 Jahren Haft verurteilt.

### Veganismus
Oliver Sykes ist Veganer und verkauft außerdem über sein Modelabel „Drop Dead“ T-Shirts mit dem Aufdruck „Meat sucks“, welche auch häufig auf Bandfotos zu sehen sind. Gemeinsam mit Matt Nicholls arbeitet er des Weiteren häufig mit PETA zusammen. Sie beteiligten sich unter anderem an PETA-Kampagnen gegen KFC.
Des Weiteren ist Matt Kean Veganer.

## Auszeichnungen
- Kerrang! Awards
  - 2006: Kerrang!-Award als Bester britischer Newcomer (Best British Newcomer)
  - 2008: Nominierung für den Kerrang!-Award als Beste britische Band
  - 2008: Nominierung von Kerrang! für den Award der schlechtesten britischen Band
  - 2011: Kerrang!-Award für das Beste Album (There Is a Hell Believe Me I’ve Seen It. There Is a Heaven Let’s Keep It a Secret.)
  - 2012: Kerrang!-Award für das Beste Video (Alligator Blood)
  - 2013: Kerrang!-Award als Best British Band
- Rock Sound Awards
  - 2008: Suicide Season wurde vom Magazin Rock Sound sowohl für den Award des besten britischen Albums als auch für den Award des schlechtesten britischen Albums nominiert.
  - Nominierung für den Rock Sound Award der besten Band
- Alternative Press Music Awards
  - 2014: Alternative-Press-Music-Award für das Beste Album (Sempiternal)
  - 2014: Beste internationale Band
  - 2015: Bestes Musikvideo für Drown

## Diskografie
Studioalben

| Jahr | Titel Musiklabel                                                                                    | Höchstplatzierung, Gesamtwochen, AuszeichnungChartplatzierungen (Jahr, Titel, Musiklabel, Platzierungen, Wochen, Auszeichnungen, Anmerkungen) | Höchstplatzierung, Gesamtwochen, AuszeichnungChartplatzierungen (Jahr, Titel, Musiklabel, Platzierungen, Wochen, Auszeichnungen, Anmerkungen) | Höchstplatzierung, Gesamtwochen, AuszeichnungChartplatzierungen (Jahr, Titel, Musiklabel, Platzierungen, Wochen, Auszeichnungen, Anmerkungen) | Höchstplatzierung, Gesamtwochen, AuszeichnungChartplatzierungen (Jahr, Titel, Musiklabel, Platzierungen, Wochen, Auszeichnungen, Anmerkungen) | Höchstplatzierung, Gesamtwochen, AuszeichnungChartplatzierungen (Jahr, Titel, Musiklabel, Platzierungen, Wochen, Auszeichnungen, Anmerkungen) | Höchstplatzierung, Gesamtwochen, AuszeichnungChartplatzierungen (Jahr, Titel, Musiklabel, Platzierungen, Wochen, Auszeichnungen, Anmerkungen) | Anmerkungen                                                    |
| Jahr | Titel Musiklabel                                                                                    | DE | AT | CH | UK | US | Rock | Anmerkungen                                                    |
| ---- | --------------------------------------------------------------------------------------------------- | --- | --- | --- | --- | --- | --- | -------------------------------------------------------------- |
| 2006 | Count Your Blessings Visible Noise, Earache                                                         | — | — | — | UK93 (1 Wo.)UK | — | — | Erstveröffentlichung: 30. Oktober 2006                         |
| 2008 | Suicide Season Visible Noise                                                                        | — | — | — | UK47 Silber · (1 Wo.)UK | US107 (2 Wo.)US | — | Erstveröffentlichung: 29. September 2008 Verkäufe: + 75.000    |
| 2010 | There Is a Hell, Believe Me I’ve Seen It. There Is a Heaven, Let’s Keep It a Secret Epitaph Records | DE52 (1 Wo.)DE | AT48 (1 Wo.)AT | — | UK13 Gold · (2 Wo.)UK | US17 (4 Wo.)US | Rock2 (3 Wo.)Rock | Erstveröffentlichung: 5. Oktober 2010 Verkäufe: + 100.000      |
| 2013 | Sempiternal RCA Records                                                                             | DE22 Gold · (3 Wo.)DE | AT17 (5 Wo.)AT | CH69 (1 Wo.)CH | UK3 Gold · (13 Wo.)UK | US11 Gold · (16 Wo.)US | Rock3 (32 Wo.)Rock | Erstveröffentlichung: 29. März 2013 Verkäufe: + 837.500        |
| 2015 | That’s the Spirit RCA Records                                                                       | DE6 Gold · (5 Wo.)DE | AT4 (7 Wo.)AT | CH8 (4 Wo.)CH | UK2 Platin · (51 Wo.)UK | US2 Gold · (16 Wo.)US | Rock1 (29 Wo.)Rock | Erstveröffentlichung: 11. September 2015 Verkäufe: + 1.092.500 |
| 2019 | Amo RCA Records                                                                                     | DE3 (5 Wo.)DE | AT5 (4 Wo.)AT | CH6 (3 Wo.)CH | UK1 Gold · (8 Wo.)UK | US14 (2 Wo.)US | Rock3 (3 Wo.)Rock | Erstveröffentlichung: 25. Januar 2019 Verkäufe: + 110.000      |
| 2024 | Post Human: Nex Gen RCA Records                                                                     | DE4 (7 Wo.)DE | AT2 (… Wo.)AT | CH6 (6 Wo.)CH | UK2 Silber · (9 Wo.)UK | US36 (2 Wo.)US | Rock10 (… Wo.)Rock | Erstveröffentlichung: 24. Mai 2024 Verkäufe: + 60.000          |